# Nyctimystes eucavatus
Nyctimystes eucavatus  es una rana de árbol de la familia Pelodryadidae del oeste de Papúa Nueva Guinea.  Los científicos lo encontraron entre 800 y 1200 metros sobre el nivel del mar en las montañas.
Los huevos miden 2.2 mm de largo. Los machos adultos miden entre 33 y 42 mm.